# 이나모토 준이치
이나모토 준이치(일본어: 稲本 潤一, 1979년 9월 18일 ~ )는 일본의 은퇴한 축구 선수이다. 포지션은 중앙 미드필더이며, J리그 디비전 3의 SC 사가미하라에서 활약했다.

## 축구인 생활

### 선수 생활
이나모토는 고등학교 시절부터 J리그의 감바 오사카의 유스팀에 소속되어 성장해갔고, 1997년 17세 6개월이라는 당시 최연소 나이로 프로 무대에 데뷔하여 한 달 뒤 첫 골을 성공시켰다. 이러한 활약으로 인하여 유럽의 여러 국가의 클럽의 관심을 집중시켰고, 2001년 아시아 선수로는 최초로 잉글랜드 프리미어리그의 아스널에 임대 이적하였다. 그러나 주전 경쟁에 실패하여 단 한차례의 리그 경기에도 출전하지 못한 채 2002년 감바 오사카로 복귀하였고, 얼마 후 풀럼으로 다시 임대되어 잉글랜드 무대에 복귀하였다. 풀럼에서 2002년 볼로냐와의 UEFA 인터토토컵 결승전 1차전에서 1골과 2차전에서 해트트릭을 기록하여 우승에 크게 공헌하는 등 좋은 활약을 보였지만, 정강이뼈 골절로 인하여 국가대표팀에 선발되지 못하며 워크 퍼밋 요건을 채우지 못하여 2004년 다시 감바 오사카로 복귀하게 되었다. 얼마 뒤 20만 파운드에 웨스트 브로미치로 이적하여 잉글랜드에 다시 입성하였지만, 얼마 지나지 않아 게리 맥슨 감독이 팀을 떠난 후 새로 부임한 브라이언 롭슨 감독의 신임을 받지 못하였다. 2004-05 시즌 후반기에 카디프 시티로 임대된 뒤 좋은 활약을 펼치자, 시즌 막판에 다시 원 소속팀으로 복귀하여 팀이 강등권에서 탈출하는 것을 도왔다. 2005-06 시즌에는 주전 선수로 활약하였으며, 자신의 전 소속팀인 풀럼과의 풋볼 리그 컵 경기에서 골을 기록하기도 하였다.
그는 2006년 8월 31일 터키 쉬페르리그의 갈라타사라이로 이적하였고, 2007년 5월 29일 국가대표팀 동료인 다카하라 나오히로가 있는 독일 분데스리가의 아인트라흐트 프랑크푸르트로 다시 이적하였다. 2009년 7월 19일 리그 1의 스타드 렌에 입단하였다, 2010년 1월 11일 가와사키 프론탈레와 계약하여 일본 무대에 복귀하였다.

### 국가 대표 생활
이나모토는 1999년 FIFA 세계 청소년 축구 선수권 대회에서 주축 멤버로 활약하며 대표팀이 준우승을 거두는 데 크게 공헌하였고, 필리프 트루시에 감독에 의해 2000년 하계 올림픽 대표팀에 선발되었다. 이후 2002년 FIFA 월드컵에도 참가하여, 벨기에와의 조별 예선 첫 경기와 러시아와의 조별 예선 두 번째 경기에서 골을 넣는 등 맹활약을 펼쳐 팀의 16강을 이끌었다.2006년과, 2010년 FIFA 월드컵에도 출전했다. 그는 2010년까지 국제 A매치 통산 82경기에 출전, 5득점을 넣었다.

## 통계
| 일본 | 일본 | 일본 |
| 연도 | 출전 | 득점 |
| ---- | ---- | ---- |
| 2000 | 14   | 0    |
| 2001 | 11   | 1    |
| 2002 | 11   | 2    |
| 2003 | 10   | 1    |
| 2004 | 6    | 0    |
| 2005 | 10   | 0    |
| 2006 | 4    | 0    |
| 2007 | 3    | 0    |
| 2008 | 2    | 0    |
| 2009 | 4    | 1    |
| 2010 | 8    | 0    |
| 통산 | 82   | 5    |

## 수상

### 아스널
- 프리미어리그 : 우승 (2001-02)
- FA컵 : 우승 (2001-02)

### 풀럼
- UEFA 인터토토컵 : 우승 (2002)

 일본
- AFC U-17 아시안컵 : 우승 (1994)
- FIFA 세계 청소년 축구 선수권 대회 : 준우승 (1999)
- AFC 아시안컵 : 우승 (2000)
- FIFA 컨페더레이션스컵 : 준우승 (2001)

개인
- J리그 베스트 일레븐 : 2000
- 2002년 FIFA 월드컵 맨 오브 더 매치 : vs. 벨기에, vs. 러시아 (이상 조별리그)